# 히카루GENJI
히카루GENJI(光GENJI, 히카루겐지)는 1980년대 후반부터 1990년대 중반까지 활동한 일본의 남성 아이돌 그룹이다. 롤러 스케이트를 타고 춤추며 노래했으며, 자니즈 사무소에 소속해 있었다.
1987년 6월 25일에 〈GENJI〉와 〈히카루〉 두 그룹이 합쳐져 결성됐으며 1995년 9월 3일에 해체됐다. 그룹 이름은 겐지모노가타리의 주인공 히카루 겐지에서 유래한 것이다. 오냥코클럽이 해체한 1987년에 데뷔하였고, 1980년대 후반을 대표하는 남성 7인조 그룹으로, 텔레비전 등의 각종 매체에서 전설의 아이돌, 최후의 슈퍼 아이돌 등으로 언급된다.

## 수상
- 1987년 제25회 골든 애로상 최우수신인상
- 1988년 제26회 골든 애로상 화제상
- 1988년 제2회 일본 골드 디스크 대상 The Grand Prix New Artist of the Year
- 1988년 제2회 일본 골드 디스크 대상 The Best New Artist of the Year
- 1988년 제2회 일본 골드 디스크 대상 The Grand Prix Single of the Year - 「ガラスの十代」
- 1988년 제2회 일본 골드 디스크 대상 The Best Single of the Year - 「ガラスの十代」 「STAR Light」
- 1988년 제2회 일본 골드 디스크 대상 The Best Album of the Year 영아이돌 （그룹）부문 - 「光GENJI」
- 1988년 일본 레코드 세일즈 대상 (오리콘 연간 랭킹)
- 1988년 제30회 일본 레코드 대상 대상 「パラダイス銀河」
- 1989년 제3회 일본 골드 디스크 대상 The Best 5 Artist of the Year
- 1989년 제3회 일본 골드 디스크 대상 Grand Prix Single of the Year - 「パラダイス銀河」
- 1989년 제3회 일본 골드 디스크 대상 The Best5 Single of the Year - 「パラダイス銀河」 「Diamondハリケーン」 「剣の舞」
- 1989년 제3회 일본 골드 디스크 대상 The Best Album of the Year 영아이돌 （그룹）부문 - 『Hi!』
- 1989년 제15회 닛폰 TV 음악제 그랑프리
- 1989년 제15회 전일본가요음악제 골든그랑프리
- 1989년 제18회 FNS 가요제 그랑프리 「太陽がいっぱい」
- 1989년 제20회 일본가요대상 대상 「太陽がいっぱい」
- 1989년 제31회 일본 레코드 대상 금상 「太陽がいっぱい」
- 1990년 제4회 일본 골드 디스크 대상 The Best5 Single of the Year - 「太陽がいっぱい」
- 1991년 제5회 일본 골드 디스크 대상 앨범상 아이돌부문 (남성) 『ふりかえって・・・Tomorrow』
- 1992년 제6회 일본 골드 디스크 대상 앨범상 아이돌부문 (남성) 『(333) Thank you』
- 1993년 제7회 일본 골드 디스크 대상 앨범상 아이돌부문 (남성) 『BEST FRIENDS』